# Amerbacherkreut
Amerbacherkreut ist ein Gemeindeteil der Stadt Wemding im Landkreis Donau-Ries (Regierungsbezirk Schwaben, Bayern).

## Geschichte
Im Jahr 1818 kam der Weiler Amerbacherkreut, der zuvor zur Gemeinde Wechingen gehörte, zu Amerbach. Am 1. Juli 1972 wurde Amerbach nach Wemding eingemeindet.

## Baudenkmäler

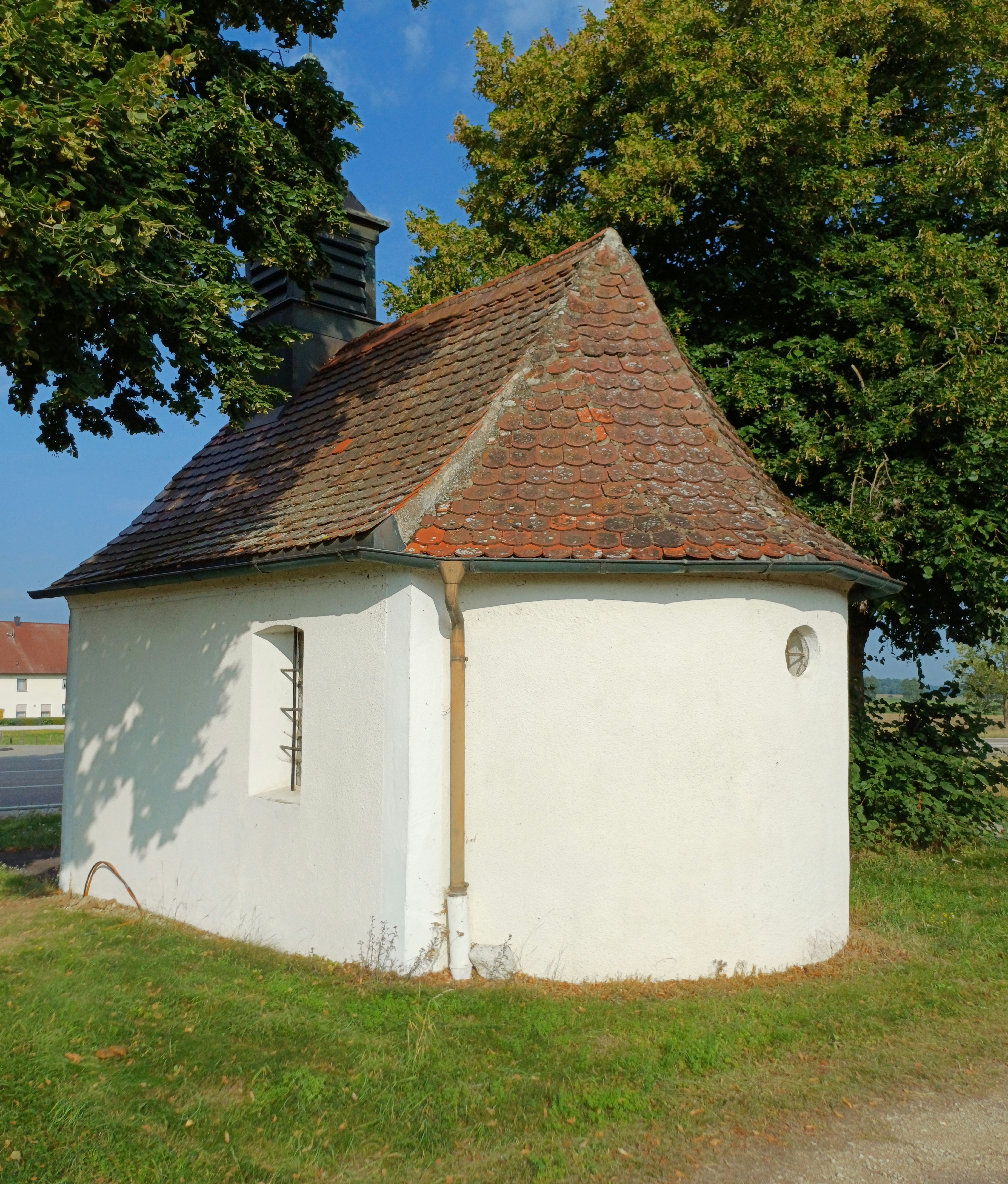
Wegkapelle Amerbacherkreut

- Die katholische Wegkapelle im Ortskern von Amerbacherkreut wurde in der zweiten Hälfte des 17. Jahrhunderts errichtet. Der kleine Saalbau mit Tonnengewölbe besitzt einen halbrunden eingezogenen Schluss mit Halbkuppel. Die Kapelle ist ein geschütztes Baudenkmal.